# Phyllophaga terezinae
Phyllophaga terezinae är en skalbaggsart som beskrevs av Frey 1965. Phyllophaga terezinae ingår i släktet Phyllophaga och familjen Melolonthidae. Inga underarter finns listade i Catalogue of Life.